# اچ‌نوام‌اس اگر (۱۹۳۶)
اچ‌نوام‌اس اگر (۱۹۳۶) (به انگلیسی: HNoMS Æger (1936)) یک کشتی بود که طول آن ۷۴٫۳۰ متر (۲۴۳٫۷۷ فوت) بود. این کشتی در سال ۱۹۳۶ ساخته شد.